# Кувандык
Куванды́к (баш. Ҡыуандыҡ) — город в России, административный центр Кувандыкского городского округа Оренбургской области, а также Кувандыкского района (в состав которого не входит, является самостоятельной единицей области). Железнодорожная станция Южно-Уральской железной дороги.
Распоряжением Правительства РФ от 29.07.2014 № 1398-р (ред. от 13.05.2016) «Об утверждении перечня моногородов» включен в список моногородов Российской Федерации с наиболее сложным социально-экономическим положением.
В 1954 году, в одном из ущелий холмов, была обнаружена стоянка кроманьонцев, приблизительный возраст находки составляет 60 тысяч лет. Так же были найдены стрелы с кремнёвым наконечником, и рисунки на скалах.

## Этимология
Согласно исследованиям Матвеева, А. К. название поселения было дано по реке Кувандык. Гидроним же имеет тюркское происхождение, так на каз. куану и баш. кыуаныу — «радоваться», с добавлением суффикса -дык , то есть «место радости».Можно возводить название реки и к мужскому личному имени Кыуандык (у башкир), Куандык (у казахов, татар), которое переводится "(Мы) обрадовались". По легенде, у казахов родился долгожданный сын (до этого были только дочери), на радостях его нарекли Куандык, отсюда и гидроним.

## География
Город расположен на реке Сакмаре (преимущественно на левом берегу), в 194 км к востоку от Оренбурга.
Живописны окрестности Кувандыка, особенно к северу от города, по берегам реки Сакмары. На лесистой площадке между левым берегом реки и горами расположены корпуса недействующего Дома отдыха «Сакмара».

## История
В 1795 г. на живописном берегу небольшой речки Кувандычка (от баш. Ҡыуандыҡ — радовались, обрадовались) владельцами вотчинных земель башкирами рода Усерган была основана деревня Мамбетеево. По ревизии 1876 г. в д. Мамбетеево насчитывалось 46 дворов. Административно входило в состав Орского уезда.
В конце XIX — начале XX веков двинулись на восток, в поисках пригодной для жизни земли, крестьяне из русских и украинских губерний, приехали и в долину уральской речки Кувандычки ходоки из далёких краёв. По душе пришлись им присакмарские места. Купили у башкир землю и стали селиться по берегам озера. Село назвали Покровкой. В 1913 году тут было около трёх десятков домов.
Толчок развитию нового поселения дало строительство железной дороги Оренбург — Орск — Троицк. Первое упоминание Кувандыка обнаружено краеведом Сергеем Стрельниковым в документе Российского государственного исторического архива — «Пояснительная записка к проекту расположения путей и станций на ст. Кувандык», которая датирована 14 марта 1914 г. В 1915 году на вотчинной земле, изъятой у общины башкирской д. Мамбетеево (ныне деревня в черте города), была построена железнодорожная станция. По названию местной речки «Кувандычка» на здании вокзала появилось название «Кувандык». С той поры так же стали называть и пристанционный посёлок.
В 1915 г. на участке, изъятом из землепользования общины башкирской деревни Мамбетеево (основана в 1795 г. и ныне её территория входит в состав города), закончилось сооружение станции Кувандык, которая стала основой нынешнего г. Кувандыка. Наименование станция получила по названию местной речки — Кувандычке (по-башкирски Ҡыуандыҡ — «обрадовались»).
Спустя два года, в 1917 году, было завершено сооружение кувандыкского паровозного депо. На станцию пришёл первый товарно-пассажирский поезд. Железнодорожную линию довели тогда до станции Сара. Правда, регулярное движение поездов началось тут ещё не скоро.
В конце 1917 года власть в Оренбурге захватил казачий атаман А. Дутов.
В феврале 1918 года в Кувандыке был создан волостной ревком. Его возглавили большевики Нестеров и Синягин. По призыву ревкома в посёлке сформировали отряд Красной гвардии из 67 человек, в основном железнодорожников. Командиром отряда избрали Николая Проскина. Чуть позже возник ещё один отряд. Ревком объединил их под руководством Алексея Дударева.
22 июня 1918 года белоказаки напали на Кувандык со стороны Ильинки. 37 красногвардейцев и А. М. Дударев погибли. Похоронили их в братской могиле в южной части города, позднее останки перенесли в центр Кувандыка. В 1963 году на ул. Оренбургской был открыт памятник борцам за Советскую власть.
1 июля 1918 года на рассвете дутовцы совершили новый набег на Кувандык. 3 июля красногвардейскому отряду вместе с частями, отступившими от Оренбурга, пришлось оставить город и отойти к Орску.
В феврале 1919 года в Кувандык вступили бойцы 215-го полка 24-й Симбирской железной дивизии. Но весной, когда началось наступление Колчака, вновь пришлось отступить.
13 августа 1919 года началось наступление 1-й армии под командованием Г. В. Зиновьева. 28 августа Кувандык был окончательно освобождён от белых и стал советским (но не навсегда).
15 января 1921 года, после восстановления и укладки новых путей, Орская ветка до станции Круторожино была официально принята в эксплуатацию и включена в состав Ташкентской железной дороги.
В связи с ремонтно-восстановительными и строительными работами на железной дороге снова возросло население Кувандыка. Такие приливы населения были и позже — в конце тридцатых годов в связи с созданием в Кувандыке лесосплавной конторы, а затем, когда здесь обосновались новые предприятия.
Часть леса, сплавляющегося по Сакмаре из Башкирской АССР в Оренбург, задерживалась в Кувандыке, шла на распиловку и отправлялась отсюда в Орск и в сёла восточных волостей. На берегу Сакмары разместился лесосплавной участок. После локомотивного депо и станции это было самое крупное предприятие города.
C 1919—1930 гг. нас. пункт. Кувандык в составе Зилаирского (до 1922 г. Усерганского) кантона Башкирской АССР, а с 1930—1935 гг. в составе Зианчуринского района Башкирской АССР. 3 февраля 1935 г. поселок вместе с частью территории Зианчуринского района Башкирской АССР передан в состав Оренбургской области.
24 августа 1953 года рабочий посёлок Кувандык был преобразован в город (при числе жителей в 23 тыс. человек).
В декабре 2000 года произошла реорганизация: город Кувандык вошёл в состав муниципального образования «город Кувандык и Кувандыкский район». На 2014 год город Кувандык имел статус поселения (муниципального образования) в составе более крупного муниципального образования — Кувандыкский район Оренбургской области.
Главным праздником Кувандыка официально считается день преобразования его из рабочего посёлка в город районного подчинения (24 августа 1953 г. издан соответствующий указ). Эта дата ежегодно отмечается как День города, что установлено решением горсовета в 1980-х годах. Согласно же архивным данным, населённому пункту в 2014 г. исполнилось 100 лет: в Российском государственном историческом архиве краевед С. М. Стрельников обнаружил документы 1914 года с упоминанием железнодорожной станции Кувандык, на основе которой и вырос город.
До 1 января 2016 года образовывал городское поселение город Кувандык.

## Население
| 1939    | 1959    | 1967    | 1970    | 1979    | 1989    | 1992    | 1996    | 1998    | 2000    |
| ------- | ------- | ------- | ------- | ------- | ------- | ------- | ------- | ------- | ------- |
| 11 200  | ↗21 383 | ↗22 000 | ↗22 914 | ↗25 090 | ↗28 339 | ↗29 400 | ↗30 600 | ↘30 500 | ↗30 700 |
| 2001    | 2002    | 2003    | 2004    | 2005    | 2006    | 2007    | 2008    | 2009    | 2010    |
| →30 700 | ↘28 679 | ↘28 600 | ↘28 500 | ↗28 600 | ↘28 500 | ↘28 400 | ↘28 300 | ↘28 138 | ↘26 169 |
| 2011    | 2012    | 2013    | 2014    | 2015    | 2016    | 2017    | 2018    | 2019    | 2020    |
| ↗26 200 | ↘25 607 | ↘25 273 | ↘24 990 | ↘24 715 | ↘24 408 | ↘24 131 | ↘23 763 | ↘23 373 | ↘23 285 |
| 2021    |         |         |         |         |         |         |         |         |         |
| ↗26 596 |         |         |         |         |         |         |         |         |         |

На 1 января 2025 года по численности населения город находился на 546-м месте из 1124 городов Российской Федерации.

## Экономика
Основные промышленные предприятия города:
- ОАО «Кувандыкский завод кузнечно-прессового оборудования „Долина“»[36] — производство кузнечно-прессового и металлообрабатывающего оборудования, а также продукции для строительства, стройиндустрии, сельского и жилищно-коммунального хозяйства.
- ООО «Южно-Уральский механический завод» — производство промышленного оборудования.
- ООО «ПромСтройМаш» — производство промышленного оборудования.
- Южно-Уральский криолитовый завод (ОАО «Криолит») (остановлен в 2012 г.).

Завод «Долина» — главное предприятие города. Есть и другие, менее крупные — Кувандыкский хлебокомбинат, станция Кувандык и другие предприятия железнодорожного узла Кувандык, ООО «Южно-Уральский механический завод», ООО «Простор», пимокатные цехи ВОИ (валяние валенок, расчёс пуха и шерсти) и предпринимателя А. Г. Залознова. В Кувандыке в прошлом работали маслозавод (в последние годы именовался — ООО «Молоко», прекратил деятельность в 2000-х годах), хлебоприёмный пункт (с 2013 года производственную деятельность не ведёт), кирпичный завод, располагалась центральная усадьба совхоза «Победа».

### Южно-Уральский криолитовый завод (ЮУКЗ)
Своим быстрым ростом Кувандык особенно обязан развитию авиации. Её развитие немыслимо без увеличения производства алюминия, а алюминий невозможно выплавить без криолита — белого порошка, который получают из плавикового шпата на специальных заводах. Таких предприятий в России было два. Одно из них — Южно-Уральский криолитовый завод (ЮУКЗ) — находится в Кувандыке. Высококачественный криолит, который он выпускал, использовался на многих алюминиевых заводах страны.
Ещё в предвоенные годы изыскатели выбрали в нескольких километрах от Кувандыка площадку для строительства криолитового завода. Началось сооружение первых цехов. Но в связи с войной строительство было законсервировано и возобновилось только в 1946 году.
Продукция завода пользовалась спросом на мировом рынке. Её покупали в Югославии, Польше и других странах. В 2012 году предприятие остановлено с целью реконструкции, производство продукции прекращено. Но к реконструкции завода так и не приступили. Численность персонала — 141 человек (январь 2014 года). На свободных площадях остановленного ЮУКЗ с 2014 года создаётся новое предприятие — «Южно-Уральский завод магниевых соединений» (ЮУЗМС). Основная продукция — магниевые удобрения для сельского хозяйства.

### Кувандыкский завод кузнечно-прессового оборудования «Долина»
В начале Великой Отечественной войны из Киева в Кувандык была эвакуирована артель «Красный штамповщик». Оборудование разместили в зданиях, оставшихся от лесосплавной организации. И уже через несколько дней после прибытия артель стала давать нужную для фронта продукцию. После войны рабочие перешли на выпуск мирной продукции. К тому времени артель была преобразована в метизно-механический завод, позднее — в Кувандыкский завод механических прессов (КЗМП), в 1990-х годах — в акционерное общество «Долина». Ныне это ПАО «Кувандыкский завод кузнечно-прессового оборудования „Долина“».
Главная продукция предприятия — универсальные пресс-ножницы для резки металла разнообразных профилей.

## Инфраструктура
В городе 4 средних, 1 девятилетняя, 1 начальная школы, 3 Дома культуры («Криолит», «Машиностроитель» и недействующий «Железнодорожник»), библиотеки, Детская школа искусств, Дом пионеров и школьников, 2 стадиона, несколько спортзалов (в том числе «Криолит» и «Олимп»), музейно-выставочный центр, ряд гостиниц и кафе (в том числе «Коралл», «Диана», «Урал», «Алтын»), развитая сеть предприятий торговли.
Издаются газеты «Новый путь», «СКиМ в каждый дом!», до 2016 г. выпускалась газета «Аргус-информ». Действуют телерадиокомпания «Аргус», готовящая радио- и телепередачи о г. Кувандыке и Кувандыкском районе, информационный интернет-сайт Окувандык.рф.

## Спорт и туризм
С 1978 года начала работать горнолыжная база под эгидой ЮУКЗ, с 1990 года база преобразовалась в горнолыжный комплекс «Долина», расположенный в 2 км от города в долине реки Сакмара на её правобережье. В 2001—2016 годах на его базе размещался филиал Русской горнолыжной школы. С 2016 г. горнолыжный комплекс передан в областную собственность и получил новое имя — «Кувандык365». В 2008 году Кувандык стал местом проведения чемпионата России по горным лыжам среди любительских горнолыжных коллективов. Также проводятся занятия дельтапланеризмом, имеются конные и байдарочные маршруты.
В Кувандыке наибольшее развитие получили такие виды спорта, как футбол, лыжные гонки, горнолыжный спорт, самбо, дзюдо, настольный теннис, волейбол. Ряд спортсменов носит звания «Мастер спорта СССР», «Мастер спорта РФ» (В. П. Тюнин, С. А. Поляков, М. Х. Бикбердина, Ф. И. Долбня и другие). Д. Ф. Осинкин (лыжные гонки) и С. И. Васильев (автоспорт) стали мастерами спорта международного класса.

## Религия
В городе действуют православный храм Покрова Пресвятой Богородицы (освящён 24 ноября 1994 года) и 2 мечети (на ул. Гончарная и на ул. Октябрьская).

## Люди, связанные с городом
Жители Кувандыка в разные годы — Герои Советского Союза: танкист, младший лейтенант Борис Гребенников, лётчик, командир эскадрильи Василий Козенков (в их честь названы улицы в Кувандыке), участник штурма Берлина подполковник Павел Давыдов, Герой России лётчик генерал-майор Александр Шварёв, доктор технических наук Вениамин Карамышкин, доктор исторических наук Владимир Познанский, доктор экономических наук Александр Пиддэ, доктор филологических наук Валентина Фёдорова, член Союза писателей России Владимир Курушкин.